# Hertog Jan Oerblond
Hertog Jan Oerblond was een Nederlands bier van hoge gisting.
Het bier werd sinds oktober 2011 gebrouwen in de Hertog Jan Brouwerij, te Arcen.
Het was een blond bier met een alcoholpercentage van 6,2%. Hertog Jan Oerblond werd driemaal gehopt (met bitterhop en Saaz-aromahoppen).
Vooraleer dit bier op de markt te brengen, werd door de brouwerij een proeverij georganiseerd voor de Nederlandse bierliefhebbers met twee bieren, Hertog Jan X en Hertog Jan Y. Degene met de meeste stemmen (in dit geval Hertog Jan X) werd het nieuwe bier.
Het bier wordt niet meer gebrouwen.